# Antiandalucismo (lingüística)
El antiandalucismo es una propuesta desarrollada para explicar el desarrollo de los rasgos lingüísticos propios de las variedades de español de América desarrollada por Pedro Henríquez Ureña, el intelectual, filólogo, crítico y escritor dominicano, y también por Amado Alonso, contrasta con el andalucismo, una propuesta rival que conjetura que deben atribuirse «los rasgos más peculiares del español de América» a la influencia lingüística de Andalucía. La teoría del andalucismo trata de los orígenes de la lengua española en América y las semejanzas meridionales entre los dialectos.

## Historia
Antes del estudio científico del andalucismo, las semejanzas entre el español de América y de Andalucía ya se habían notado. En una obra por Lucas Fernández de Piedrahíta escrito en 1688, Historia general de las conquistas del Nuevo Reino de Granada, dice:

[...] Los nativos de la tierra, mal disciplinados en la pureza del idioma español, lo pronuncian generalmente con aquellos resabios que siempre participan de la gente de las costas de Andalucía...
Rosenblat del "libro III, cap. III;" (1984)

## La teoría

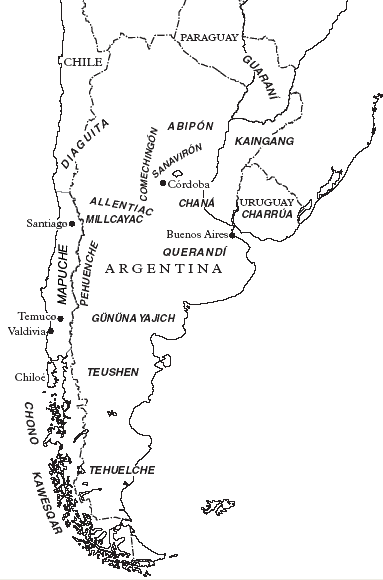
Distribución aproximada de lenguas en el extremo meridional de Sudamérica en tiempos de la Conquista.

Según la teoría de antiandalucismo, la formación de los rasgos fonéticos más características del español de las Américas, el seseo, el yeísmo y el debilitamiento de la d, entre otros, no son generales en América y no son exclusivos en Andalucía. En la obra de Ureña, Observaciones sobre el español de América, se puede encontrar su argumento, que menciona ciertos rasgos fonéticos, y cómo la distribución geográfica está en contra de la teoría andalucista. Además de las tres características ya mencionadas, Ureña usa ejemplos también de los siguientes rasgos para apoyar su posición:
- La pérdida de la g.
- Pronunciación argentina y uruguaya de la y, que aproxima a la j francesa.
- Pronunciación de la j.
- La h aspirada.
- La velarización de la n.
- La r contra la rr velar.
- Debilitamiento de la s a final de sílaba.

En vez de las tres zonas dialectales que son aceptadas por muchos intelectuales, la zona bajeña, la zona alteña y la zona castellana, Ureña sugiere que deben dividirse las distinciones en cinco categorías por su proximidad geográfica, por los lazos políticos que los unieron durante la dominación española y por el contacto con una lengua indígena principal. Las categorías son las siguientes, incluyendo los sustratos lingüísticos correspondientes:
| Zona | Región | Sustrato                       |
| ---- | --- | ------------------------------ |
| I    | México y América Central | Náhuatl, Maya                  |
| II   | Las Antillas (Cuba, Puerto Rico, República Dominicana)                                                                                     | Arawak (Taino), Caribe         |
| III  | La región andina de Venezuela, el interior y la costa occidental de Colombia, Ecuador, Perú, la mayor parte de Bolivia y el norte de Chile | Quechua, Aimara, Chibcha       |
| IV   | La mayor parte de Chile | Araucano                       |
| V    | Argentina, Uruguay, Paraguay, y la parte sudeste de Bolivia                                                                                | Guaraní, Mataco-Guaicurú, Chon |

Ureña dice que si las semejanzas a que se refiere el andalucismo realmente existieran, estarían solamente en la zona bajeña. Además admite, como máxima concesión, que la mayoría de las características de la zona bajeña compartidas con Andalucía solamente son las consecuencias de desarrollo paralelo y no necesariamente como influencia de Andalucía. Aunque en relación con las áreas se mencione el sustrato indígena las cinco áreas tienen una diversidad enorme y las correlaciones entre el español de esas áreas y las lenguas indígenas son muy pequeñas y no parece que el sustrato pueda explicar la diferenciación pudiendo haber tenido otros factores organizativos durante la colonia un peso mayor que el sustrato indígena.

## Controversia
El protagonista principal de andalucismo es un lingüista alemán, Max Leopold Wagner. Su argumento es bastante moderado en cuanto limita el andalucismo a la zona bajeña, pero concluye que:

[...] Es difícil distinguir lingüísticamente a un andaluz de un americano; sin embargo, nadie confunde a un andaluz con un asturiano, por ejemplo...
M. L. Wagner

Es decir, que la uniformidad del español de América es mucho mayor que la uniformidad de los rasgos de la península ibérica.